# シチズンマイクロ
シチズンマイクロ株式会社（英: CITIZEN MICRO Co., Ltd.）は、埼玉県日高市高麗本郷712に本社を置くシチズングループのマイクロ減速機、マイクロギヤードモータ、医療用器具、精密工作機械部品、金型、検査装置、成形部品、工具類他、パチンコなどのレジャーオートメーション機器などを製造するメーカーである。また、シチズン時計の主要連結子会社の1社でもある。
元々は1958年に狭山精密工業株式会社として創業、以来シチズン時計の腕時計部品を担ってきた企業であったが、2013年シチズンの時計製造技術の集約化により狭山精密工業に始まる会社はシチズン時計マニュファクチャリング株式会社に統合され、現在は1963年に狭山精密工業が設立した子会社の高麗精密株式会社に始まる株式会社コマテック（旧シチズンマイクロの主要子会社）が商号変更し、マイクロ機器・マイクロ部品や精密機器等の製造を事業継承している。
狭山精密工業から培ってきた超精密加工技術を強みに微細金属加工を得意とし、コーポレートスローガンは「小さくとも一流」を継承。

## 沿革
- 1958年 - シチズン時計初の部品製造子会社[3]として、埼玉県狭山市に狭山精密工業株式会社として設立
- 1963年 - 埼玉県日高市にマイクロ減速機やマイクロギヤードモータを製造する高麗精密株式会社を設立
- 1966年 - 東京都杉並区にレジャー用オートメーション機器の販売を行うシルバー電研株式会社を設立
- 1980年 - 埼玉県秩父市に秩父精密株式会社を設立
- 1984年 - 北海道夕張市に腕時計部品、精密部品の製造・開発を行う夕張精密株式会社を設立
- 1999年 - 高麗精密株式会社と秩父精密株式会社が合併し、株式会社コマテックを設立
- 2005年 - シチズン時計の完全子会社となり、主要子会社の夕張精密株式会社もシチズン夕張株式会社に商号変更
- 2007年 - 株式会社千葉精密の株式取得（シチズン時計および狭山精密工業による株式95%取得）
- 2008年 - 創立50周年を迎え、狭山精密工業株式会社からシチズン狭山株式会社に商号を変更
- 2009年 - シチズングループのシチズン埼玉株式会社を吸収合併し、同年10月1日より、シチズンマイクロ株式会社に称号を変更
- 2013年 - シチズングループ再編のため、シチズン平和時計株式会社、シチズン東北株式会社、シチズン時計ミヨタ株式会社、シチズン時計河口湖株式会社とともに、シチズン時計マニュファクチャリング株式会社に合併。あわせて主要子会社のひとつシチズン夕張株式会社もシチズン時計マニュファクチャリングの子会社へ移管。ほかの主要子会社だった株式会社コマテックが商号変更し、シチズンマイクロ株式会社を事業継承。
- 2016年 - 親会社であるシチズンホールディングスが、子会社であるシルバー電研株式会社の事業を日本金銭機械株式会社に譲渡し、同社を解散すると発表。同年9月、事業を株式会社三和商会、株式会社日本システムプロジェクト、日本金銭機械の子会社であるJCMシステムズ株式会社の3社に分割譲渡し、子会社であるシルバー電研株式会社は事業を終えた[4]。

## 事業所
- 本社

埼玉県狭山市富士見2丁目15番1号
株式会社コマテック 本社（旧・シチズンマイクロとの共同立地）からの商号変更
- 日高工場

埼玉県日高市高麗本郷712番地
株式会社コマテック 日高工場から商号変更
旧本社・事業所・営業所
- 本社

埼玉県狭山市富士見2丁目15番1号
シチズン時計マニュファクチャリング株式会社 埼玉狭山工場（旧・コマテック本社との共同立地）へ転換
- 吉見事業所

埼玉県比企郡吉見町下細谷1006番地
シチズン時計マニュファクチャリング株式会社 埼玉吉見工場へ転換
- 名古屋営業所（廃止）

愛知県名古屋市南区星崎町阿原351番地
廃止
- 大阪営業所（廃止）

大阪府豊中市東寺内町11番35号

## 代理店
- - 寺師産業
  - 旭日興産
  - エヌエスジー